# 리베몽 조약

리베몽 조약 체결 이후의 프랑크 왕국의 영토 (880년)

리베몽 조약(Treaty of Ribemont)은 프랑크 왕국의 마지막 조약으로, 880년 2월 바이에른과 이탈리아의 왕 카를만이 병으로 상속권을 두 동생에게 분배할 때, 청년 루트비히 3세와 비만왕 카를 3세, 서프랑크의 루이 3세와 샤를로망 3세 간에 체결한 조약이다. 이 조약에서는 870년 8월 8일 메르센 조약에 의해 분할되었던 로타링기아(로렌)를 동프랑크의 청년 루트비히 3세가 차지한다고 결정하였다. 당시 서프랑크는 대머리 카를 2세와 루이 2세 말더듬이왕의 연이은 죽음으로 서프랑크 왕국이 내분에 빠진 틈을 타 결정된 것이었다.

## 개요

### 원인
로타링기아의 서쪽 지역이 동프랑크(독일)로 귀속된 것으로, 이때 확정, 형성된 독일-프랑스간 국경이 중세까지 유지되었다. 메르센 조약으로 정해진 로타링기아의 동서 분할 약속을 파기하고, 875년 이래 황제였던 서프랑크의 대머리왕 카를 2세가 로타링기아의 동부 영역을 정복하면서 발생했다. 그러나이 876년 안더나흐 전투에서 독일인 루트비히에게 패하면서 실패했고, 이후 분쟁지역으로 남게 되었다.
869년 8월 로타링기아의 왕 로타르 2세가 죽자, 로타르의 삼촌인 서프랑크의 대머리왕 카를 2세와 동프랑크의 독일인 루트비히는 메르센에서 만나 로타르 2세의 아들 후고를 사생아로 선언한 뒤 추방하고, 로타르 2세의 영토를 분할했다. 이때 로타링기아의 서쪽은 대머리 카를 2세가, 로타링기아의 동쪽은 독일인 루트비히가 각각 차지했다. 당시, 로타르 2세의 가장 가까운 친척은 그의 친형으로, 이탈리아 남부를 침공한 무슬림 군사를 격퇴하러 내려갔던 이탈리아인 루트비히였다. 이탈리아인 루트비히는 자신이 조약 체결에 빠진 것에 불만을 품고 항의하였으나 묵살되었다.
그러나 875년 8월 서프랑크의 대머리왕 카를 2세는 나머지 로타링기아의 동쪽 부분을 차지하려 했고, 876년 독일인 루트비히가 갑자기 사망하자, 그해 8월 서프랑크의 대머리왕 카를 2세는 바로 군대를 일으켜 로타링기아 동쪽 부분으로 진군했다가 그해 10월 8일 안더나흐 전투에서 독일인 루트비히의 둘째 아들 청년 루트비히 3세에게 패배한 후에 실패했다. 이후 로타링기아의 영유권을 놓고 분쟁이 발생하게 되었다.

### 전개
대머리 카를 2세가 죽자 동프랑크의 청년 루트비히 3세는 878년 11월 대머리 카를 2세의 아들 말더듬이 루이 2세와 푀논(Fourons)에서 푀논 협정을 체결했다. 이 조약에서 두 명은 자신들의 아들을 후계자로 받아들일 것을 약속했다. 그러나 879년 4월 말더듬이 루이 2세가 갑자기 죽자, 조약에 대한 이의가 제기되었다. 노르만 바이킹 족이 해안가를 통해 노략, 약탈을 감행하자 파리 주교 고즐린(Gauzlin)은 도시의 보호자로 동프랑크의 청년 루트비히 3세를 지명하고 그를 서프랑크 왕국으로 초청했다. 동프랑크의 청년 루트비히 3세는 주저했고 청년 루트비히 3세의 왕비 리우트가르트도 지지했다. 청년 루트비히 3세는 작센과 프랑켄에서 전쟁 준비를 한 뒤, 군대를 일으켜 즉각 서프랑크의 친척들을 침략했고, 청년 루트비히가 베르덩에 도착하자 서프랑크 왕국의 말더듬이 루이 2세의 아들 루이 3세와 샤를로망 3세는 로타링기아를 청년 루트비히에게 주겠다고 약속했다. 서프랑크의 사신으로부터 루이 3세와 샤를로망 3세의 뜻을 전달받은 청년 루트비히는 군사들을 퇴각해 돌아갔다.
당시 서프랑크 왕국은 혼란에 휩싸였다. 서프랑크의 유력 귀족의 한 사람이자 대머리 카를2세의 후처 리첼다의 남동생인 프로방스의 보소 5세는 자립하여 879년 10월 프로방스와 부르군트에서 왕으로 선언했고, 바이킹은 다시 공격을 재개했다. 위협에 대처하기 위해 서프랑크의 루이 3세와 샤를로망 3세, 동프랑크의 청년 루트비히는 전쟁을 중단하고 공동대응을 하기로 결정했다. 880년 2월 서프랑크의 루이 3세와 샤를로망 3세, 동프랑크의 청년 루트비히, 알레만의 카를 3세는 아시네의 리베몽에서 만났다. 조약 체결에서 루이 3세와 샤를로망 3세는 메르센 조약 이후에 분할된 로타링기아의 소유권은 동프랑크의 청년 루트비히에게 있음을 재확인했다. 삼자 동맹을 맺은 뒤 서프랑크 왕국의 루이 3세와 샤를로망 3세는 프로방스의 보소 5세를 상대로 거래, 요구를 할 수 있게 되었다.

## 조약 체결의 결과
이후 독일과 프랑스의 국경이 형성되었고, 이 국경은 중세까지 유지되었다. 그 뒤 1648년 5월 15일과 10월 24일에 2회에 걸쳐 체결된 베스트팔렌 조약으로 현재의 독일-오스트리아, 이탈리아의 국경이 확정되었다.

## 같이 보기
- 베르됭 조약
- 메르센 조약
- 프랑크의 루트비히 3세

## 참고 자료
- Manfred Scheuch: Historischer Atlas Deutschland. Weltbild GmbH, Augsburg, ISBN 3-8289-0358-4, S. 19.
- Recueil des actes de Louis II le Bègue, Louis III et Carloman II, rois de France, 877-884 [archive], éditeur C. Klincksieck, 1978, p. XXXIV
- Histoire Administrative de la Lorraine [archive], Éditions Fernand Lanore, p. 29